# Campeonato Asiático de Atletismo de 2017 - 100 m com barreiras feminino
A prova dos 100 metros com barreiras feminino do Campeonato Asiático de Atletismo de 2017 foi disputada no dia 8 de julho de 2017 no Kalinga Stadium em Bhubaneswar, na Índia. 

## Recordes
Antes desta competição, os recordes mundiais e do campeonato nesta prova eram os seguintes:
|                       | Nome            | Nacionalidade  | Tempo  | Local   | Data                |
| --------------------- | --------------- | -------------- | ------ | ------- | ------------------- |
| Recorde mundial       | Kendra Harrison | Estados Unidos | 12s 20 | Londres | 22 de julho de 2016 |
| Recorde do campeonato | Su Yiping       | China          | 12s 99 | Jacarta | 2000                |
| Recorde asiático      | Olga Shishigina | Cazaquistão    | 12s 44 | Lucerna | 27 de junho de 1995 |

## Medalhistas
| Ouro               | Prata              | Bronze         |
| Jung Hye-lim (KOR) | Ayako Kimura (JPN) | Wang Dou (CHN) |

## Resultados

### Bateria
Qualificação: 3 atletas de cada bateria  (Q) mais os 2 melhores qualificados (q). 
| Posição | Bateria | Atleta                  | Nacionalidade | Tempo | Notas |
| ------- | ------- | ----------------------- | ------------- | ----- | ----- |
| 1       | 1       | Jung Hye-lim            | Coreia do Sul | 13.16 | Q     |
| 2       | 1       | Hitomi Shimura          | Japão         | 13.38 | Q     |
| 3       | 2       | Ayako Kimura            | Japão         | 13.55 | Q     |
| 4       | 2       | Valentina Kibalnikova   | Uzbequistão   | 13.56 | Q     |
| 5       | 2       | Wang Dou                | China         | 13.56 | Q     |
| 6       | 1       | Anastassiya Vinogradova | Cazaquistão   | 13.62 | Q     |
| 7       | 2       | Lui Lai Yiu             | Hong Kong     | 13.79 | q     |
| 8       | 1       | Aigerim Shynazbekova    | Cazaquistão   | 13.88 | q     |
| 9       | 2       | Hsieh Hsi-en            | Taipé Chinesa | 13.89 |       |
| 10      | 1       | Nayana James            | Índia         | 14.45 |       |

### Final

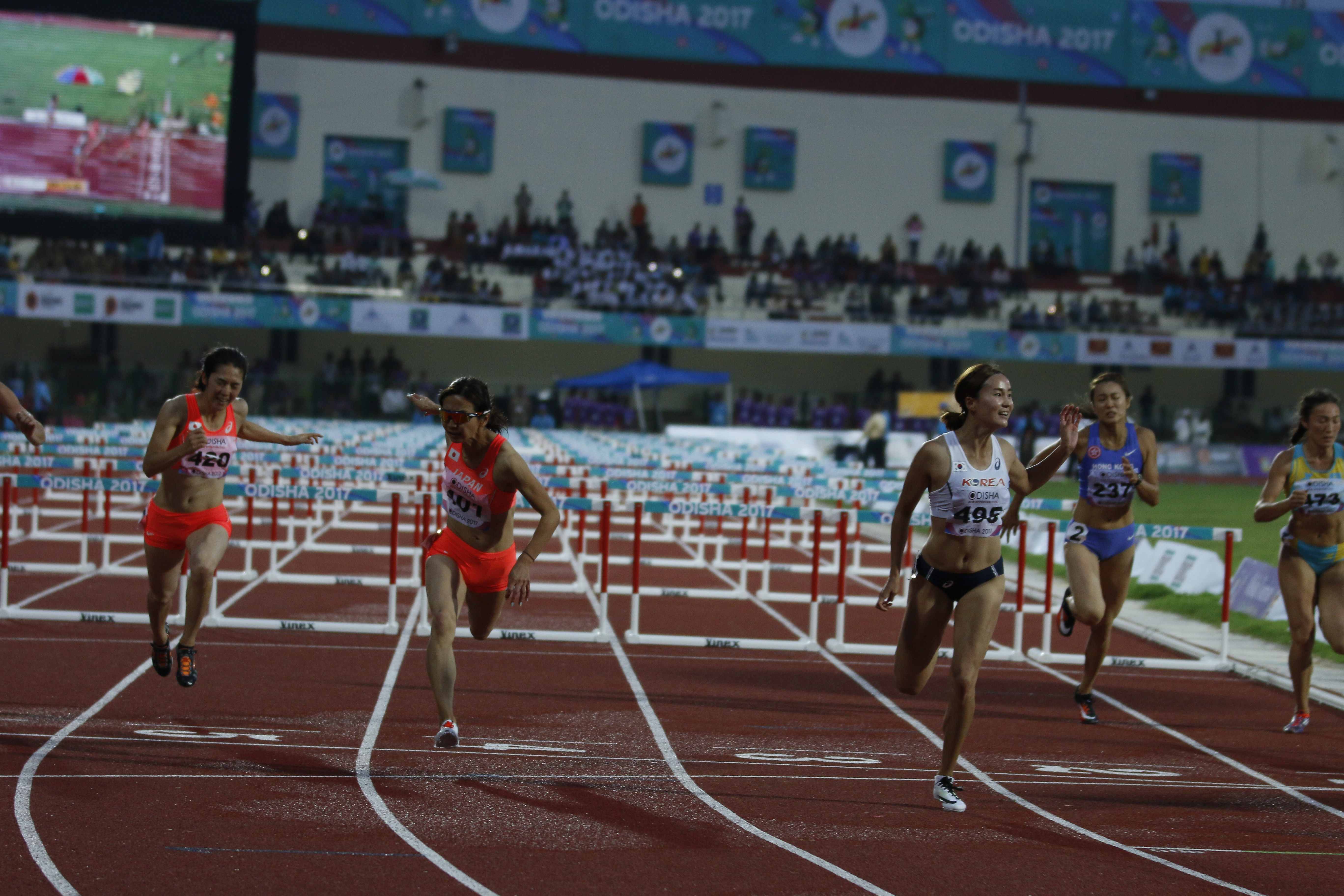
A final

| Posição           | Raia | Atleta                  | Nacionalidade | Resultados | Notas |
| ----------------- | ---- | ----------------------- | ------------- | ---------- | ----- |
| Medalha de ouro   | 3    | Jung Hye-lim            | Coreia do Sul | 13.16      |       |
| Medalha de prata  | 4    | Ayako Kimura            | Japão         | 13.30      |       |
| Medalha de bronze | 7    | Wang Dou                | China         | 13.36      |       |
| 4                 | 6    | Valentina Kibalnikova   | Uzbequistão   | 13.51      |       |
| 5                 | 5    | Hitomi Shimura          | Japão         | 13.59      |       |
| 6                 | 8    | Anastassiya Vinogradova | Cazaquistão   | 13.59      |       |
| 7                 | 2    | Lui Lai Yiu             | Hong Kong     | 13.89      |       |
| 8                 | 1    | Aigerim Shynazbekova    | Cazaquistão   | 13.93      |       |

Legenda
| Recorde mundial       | Recorde mundial (World record)               |                       | Recorde africano                      | Recorde africano (African) |                                           | Q | Classificado por posição (Qualified) |
| Recorde do campeonato | Recorde do campeonato (Championship record)  | Recorde da América    | Recorde da América (Americas)         | q                          | Classificado por melhor tempo (Qualified) |   |                                      |
| Melhor marca do ano   | Melhor marca do ano (World leading)          | Recorde asiático      | Recorde asiático (Asian)              | DNS                        | Não largou (Did not start)                |   |                                      |
| Recorde nacional      | Recorde nacional (National record)           | Recorde europeu       | Recorde europeu (European)            | DNF                        | Não terminou (Did not finish)             |   |                                      |
| Recorde pessoal       | Recorde pessoal do atleta (Personal best)    | Recorde da Oceania    | Recorde da Oceania (Oceania)          | DSQ / DQ                   | Desclassificado (Disqualified)            |   |                                      |
| Recorde da temporada  | Recorde da temporada do atleta (Season best) | Recorde sul-americano | Recorde sul-americano (South America) | NM                         | Sem marca (No mark)                       |   |                                      |